# Anthurium algentryi
Anthurium algentryi Croat, 2010 è una pianta della famiglia delle Aracee, endemica della Colombia.